# Єзерницє (Жумберак)
Єзерницє (хорв. Jezernice) — населений пункт у Хорватії, у Загребській жупанії у складі громади Жумберак.

## Населення
Населення за даними перепису 2011 року становило 0 осіб.
Динаміка чисельності населення поселення:

## Клімат
Середня річна температура становить 8,55 °C, середня максимальна — 21,58 °C, а середня мінімальна — -6,06 °C. Середня річна кількість опадів — 1294 мм.
| Клімат поселення                              | Клімат поселення | Клімат поселення | Клімат поселення | Клімат поселення | Клімат поселення | Клімат поселення | Клімат поселення | Клімат поселення | Клімат поселення | Клімат поселення | Клімат поселення | Клімат поселення | Клімат поселення |
| Показник                                      | Січ.             | Лют.             | Бер.             | Квіт.            | Трав.            | Черв.            | Лип.             | Серп.            | Вер.             | Жовт.            | Лист.            | Груд.            |                  |
| Середній максимум, °C                         | 5,63             | 6,39             | 9,88             | 13,67            | 18,40            | 21,58            | 21,00            | 20,64            | 17,09            | 12,27            | 7,01             | 3,72             |                  |
| Середня температура, °C                       | −0,21            | 0,55             | 4,03             | 7,82             | 12,54            | 15,74            | 17,73            | 17,38            | 13,83            | 9,01             | 3,75             | 0,44             |                  |
| Середній мінімум, °C                          | −6,06            | −5,28            | −1,82            | 1,98             | 6,70             | 9,90             | 14,46            | 14,10            | 10,56            | 5,73             | 0,48             | −2,82            |                  |
| Норма опадів, мм                              | 64               | 73               | 93               | 109              | 108              | 139              | 113              | 120              | 121              | 127              | 129              | 98               |                  |
| Середньомісячна швидкість вітру, м/с          | 1.78             | 1.90             | 2.25             | 2.19             | 2.10             | 1.88             | 1.78             | 1.73             | 1.66             | 1.78             | 1.91             | 1.86             |                  |
| Середньомісячна сонячна радіація, кДж/м²·день | 4185             | 6932             | 10292            | 14583            | 18478            | 19976            | 21272            | 18014            | 13489            | 8651             | 4656             | 3462             |                  |
| --------------------------------------------- | ---------------- | ---------------- | ---------------- | ---------------- | ---------------- | ---------------- | ---------------- | ---------------- | ---------------- | ---------------- | ---------------- | ---------------- | ---------------- |
| Джерело:                                      |                  |                  |                  |                  |                  |                  |                  |                  |                  |                  |                  |                  |                  |